# Spiraea
Mơ Trân châu (tên khoa học: Spiraea) là một chi thực vật có hoa trong họ Hoa hồng.

## Hình ảnh

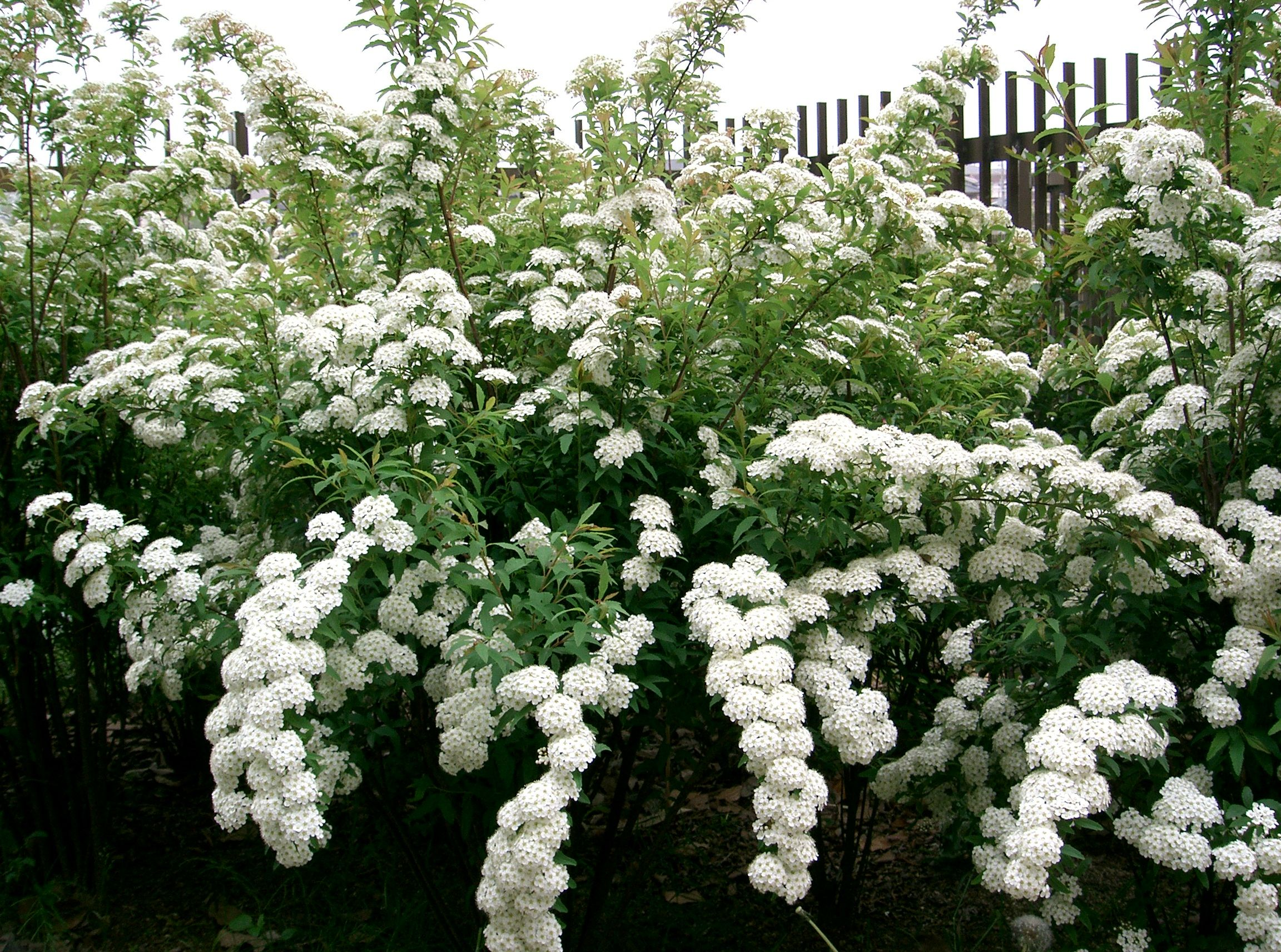
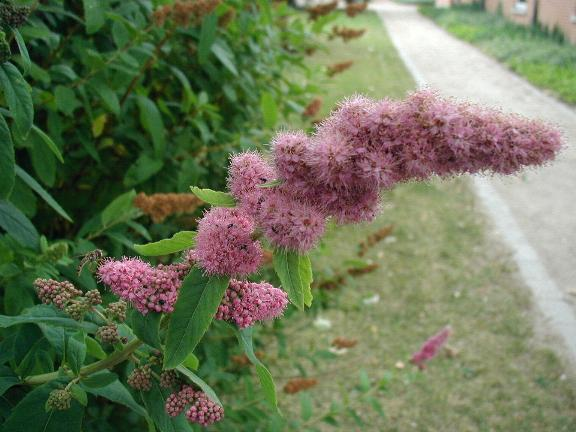
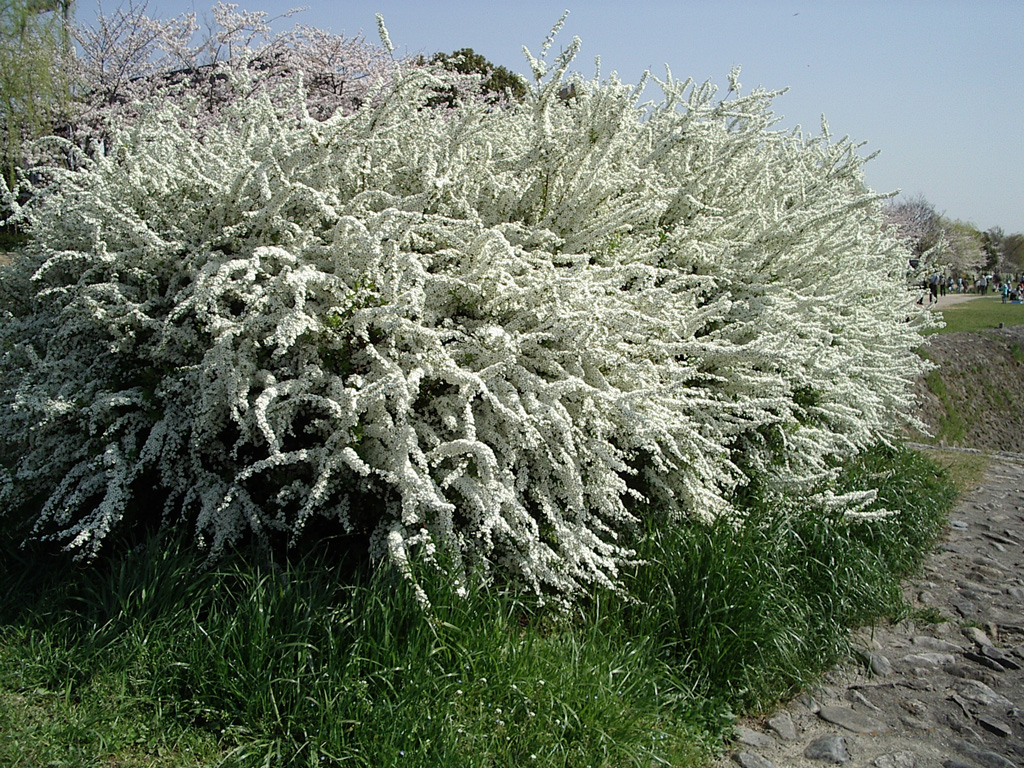
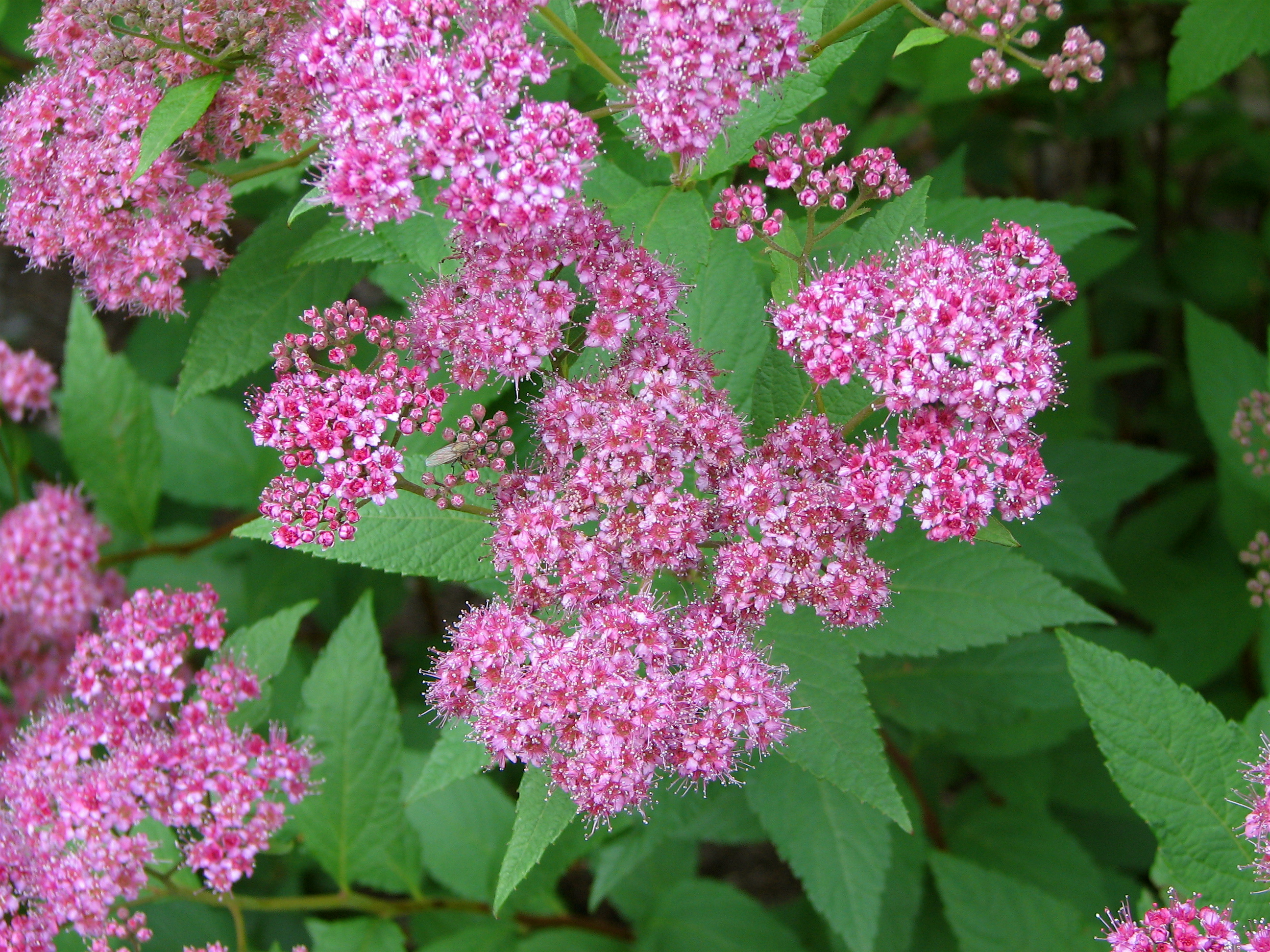